# Balvi
Balvi (niem. Bolwen, ros. Боловск, pol. Bołowsk) – miasto na Łotwie, leżące w historycznej krainie Łatgalia, centrum administracyjne novadsu Balvi położone 226 km od Rygi. 8063 mieszkańców (2006).
W XVIII wieku w mieście zaczęli się osiedlać Żydzi. Gmina żydowska powstała dopiero na początku XX wieku. W 1913 roku mieszkało tu 30 – 40 rodzin żydowskich. W 1920 roku 54% mieszkańców Bołowska to Żydzi (441 osób). W wojnie o niepodległość Łotwy walczyło 26 bołowskich Żydów.
W 1925 roku w mieście było 487 mieszkańców wyznania mojżeszowego. Do rady miasta wybrano 5 żydowskich przedstawicieli. Jakow Naglia pełnił funkcję wiceburmistrza Bołowska. Gmina żydowska posiadała synagogę, cmentarz, prowadziła szkołę hebrajska (uznawaną za najlepszą szkołę tego typu na Łotwie) oraz bibliotekę. 
W lipcu 1941 roku miejscowość zajęły wojska niemieckie. Wszyscy żydowscy mieszkańcy miasta zgrupowani zostali w okolicach synagogi. 9 lub 10 sierpnia 1941 roku pod pretekstem przesiedlenia do Palestyny zostali wywiezieni 5 km od miasta, i tam nad uprzednio wykopanymi dołami zamordowani. Sprawcami zbrodni byli Łotysze z tzw. komando Arajsa oraz miejscowej „samoobrony”. Liczba ofiar wynosiła od ok. 300 do 900.